# Rhipsalis brevispina
Rhipsalis brevispina là một loài thực vật có hoa trong họ Cactaceae. Loài này được (Barthlott) Kimnach miêu tả khoa học đầu tiên năm 1996.